# قوبا خلیل‌لی
قوبا خلیل‌لی (به لاتین: Qubaxəlilli) یک منطقه مسکونی در جمهوری آذربایجان است که در شهرستان اسماعیللی واقع شده است. قوبا خلیل‌لی ۲۴۶۷ نفر جمعیت دارد.